# Alternanthera dentata
Alternanthera dentata är en amarantväxtart som först beskrevs av Conrad Moench, och fick sitt nu gällande namn av Stuchlík och Robert Elias Fries. Alternanthera dentata ingår i släktet alternanter, och familjen amarantväxter. Inga underarter finns listade i Catalogue of Life.